# Ворп погон
Ворп погон (енгл. warp: искривити, извитоперити) је теоретски систем погона свемирских бродова надсветлосним брзинама који се појављује у многим делима научне фантастике, од којих су најзначајније Звездане стазе. Свемирски брод опремљен ворп погоном може да се креће брзинама које су за више редова величине веће од брзине светлости. За разлику од неких других фикционих технологија за постизање брзина већих од брзине светлости, попут скакања кроз хиперпростор, ворп погон не омогућава тренутно скакање из једне тачке у другу, већ подразумева мерљив временски период путовања. За разлику од хиперпростора, летелица која се креће ворп брзином и даље интерреагује са објектима у „нормалном простору”. Општи појам „ворп погона” је увео Џон В. Кембел у свом роману Острва простора објављеном 1957. године.
По Ајнштајновој теорији специјалне релативности енергија и маса су замењиве једна другом, и стога је кретање брзином светлости немогуће за материјалне објекте који, за разлику од фотона, имају масу већу од  нула. Проблем који спречава материјална тела да постигну брзину већу од брзине светлости је чињеница да је потребна бесконачна количина кинетичке да би се таква тела кретала брзином светлости. Ово се теоретски може решити кретањем тела путем искривљивања простора уместо повећањем кинетичке енергије тела..